# Magliano di Tenna
Magliano di Tenna (Majà in dialetto fermano, o anche Majanittu per le sue piccole dimensioni territoriali)  è un comune italiano di 1 387 abitanti della provincia di Fermo nelle Marche.
Fa parte della Zona Territoriale n. 11 di Fermo dell'Azienda Sanitaria Unica Regionale delle Marche (in sigla Z.T. n. 11 - A.S.U.R. Marche).

## Storia
Secondo una tradizione non documentata venne fondato da tal capitano di ventura Mayano.
Magliano di Tenna è un piccolo centro della media valle del Tenna che conserva tutte le caratteristiche di un paese medioevale: la cinta muraria, i torrioni, i blocchi di case che li uniscono seguendo l'andamento delle mura, case a doppia schiera nell'interno del castello che si affacciano sui vicoli silenziosi.
Sul lato nord-ovest si trova la Porta da Bora, antico ed unico ingresso al castello. Successivamente è stata aperta un'altra porta, sul lato est, che dà sulla piazza principale.
Difficile è risalire alla fondazione del castello, è certa però la sua esistenza nel 1030, anno in cui viene menzionato per donazioni fatte nel territorio di Magliano. Più interessante è la donazione dell'ottobre 1065 da parte di Adalberto del fu Longino al Vescovo Ulderico in cui si dice che Magliano si trova nel ministero di San Severino. Il termine "castrum" riferito a Magliano lo troviamo in un documento del 1199 che tratta della restituzione dei castelli di Magliano, Alteta, Ripe Cerreti, Grotta al visdomino Adenolfo da parte del Castello di Montegiorgio che li aveva ricevuti al tempo di Marcovaldo. Quindi Magliano era stato castello di Fermo, passato a Montegiorgio e poi restituito a Fermo. Pur essendo un castello "minor" Magliano era conteso, per la sua posizione strategica, sia da Montegiorgio che da Fermo. Nel 1413 Magliano viene conquistato dai Malatesta prima e dagli Sforza poi, per ritornare nel 1416 sotto il dominio del comune di Fermo.
Si ha notizia di una controversia tra Magliano e Grottazzolina riguardante i pascoli della bovara, risolta a favore di Magliano: era il 1428.
Nel 1456 sono stati definiti i confini tra il territorio di Montegiorgio e il castello di Magliano. Per tutto il Cinquecento e il Seicento la sorte del castello di Magliano è legata alle vicende di Fermo, che ha quarantotto castelli dipendenti.
Durante l'occupazione napoleonica Magliano è incluso nel "Cantone" di Montegiorgio. Dopo la caduta napoleonica le Marche tornano a far parte dello Stato Pontificio e vi restano fino all'Unità d'Italia. Fino agli anni cinquanta del secolo scorso l'attività prevalente della popolazione era l'agricoltura. Vi erano anche piccole imprese edilizie, artigiani dediti alla realizzazione di contenitori per cereali, come corvelli e cesti di vimini o di paglia, le scope di saggina. Negli anni sessanta è cominciato lo sviluppo industriale e anche a Magliano sono sorte fabbriche di calzature e per la lavorazione della plastica. L'agricoltura è cambiata, è diminuito il numero degli addetti, è aumentata la meccanizzazione e sono sorte aziende agricole.

## Monumenti e luoghi d'interesse

### Architettura religiosa
Nella chiesa di San Gregorio, la cui costruzione risale al 1700 sulle rovine di una struttura preesistente, è possibile ammirare delle tele appartenenti ai fratelli Ricci di Fermo, a Litterio Ricciardelli da Messina, ad allievi del Gandolfi. Inoltre vi è un affresco, rappresentante la Madonna con Santa Caterina d'Alessandria e Santa Lucia, del 1400 attribuito a Vincenzo Pagani.
Nella sacrestia della Madonna delle Grazie vi è un affresco della seconda metà del Quattrocento; è costituito da due scene raffiguranti un "Adorazione" e una "Crocifissione". L'affresco è stato attribuito a Giacomo Cola e Pietro Alima allievi di fra Marino Angeli (scuola farfense).
Nella chiesa di San Filippo Neri vi è il monumento funebre del famoso architetto Giovanbattista Carducci realizzato, su disegno di questi, dallo scultore fermano Salomoni.
Come molti paesi della provincia fermana Magliano di Tenna si caratterizza per la sua struttura circolare sorretta da mura di cinta e torrioni, due dei quali sono ancora visibili e ben conservati.

## Società

### Evoluzione demografica
Abitanti censiti

## Cultura
Nel 1995 nasce, per volontà di alcuni appassionati di musica del paese, la Corale San Gregorio Magno. Nata inizialmente con lo scopo di animare le liturgie, si è nel corso degli anni intrapreso lo studio di brani polifonici. Attualmente la corale vanta circa 35 coristi, provenienti anche dai paesi limotrofi, ed un repertorio che spazia dal sacro al profano. Evento ormai consueto è "Cantando sotto le stelle", concerto che nei primi di luglio di ogni anno la Corale ripropone nella caratteristica piazzetta del centro storico, con brani di musica leggera e colonne sonore di film.
Nel 1965 lo scrittore urbinate Paolo Volponi vince il Premio Strega con il romanzo "La macchina mondiale" dove il maglianese Pietro Mario Vallasciani (detto Pietro Mario "de Lu Serpu") è stato d'ispirazione per il protagonista del libro Anteo Crocioni. Ad inizio del romanzo, Volponi scrive che «Le idee del protagonista sulla genesi e sulla palingenesi derivano da quelle che il signor P. M. V. sta svolgendo e sistemando, insieme con altre, in un trattato...» e inoltre «L'Autore avverte che chiunque abbia interesse a conoscere interamente le teorie esposte nel trattato, può mettersi in contatto, tramite suo, con il signor P. M. V., il quale è pronto a dare ogni notizia e chiarimento con molto slancio...». P. M. V. sono le iniziali del cittadino maglianese Pietro Mario Vallasciani conosciuto dallo stesso scrittore ad Ivrea. Nell'estate del 2025 il Comune di Magliano di Tenna renderà omaggio allo scrittore con un evento interamente a lui dedicato. 

## Amministrazione
| Periodo          | Periodo        | Primo cittadino        | Partito                               | Carica  | Note  |
| ---------------- | -------------- | ---------------------- | ------------------------------------- | ------- | ----- |
| 11 dicembre 1984 | 19 maggio 1990 | Alfio Cantarini        | Democrazia Cristiana                  | Sindaco | [ 6 ] |
| 19 maggio 1990   | 24 aprile 1995 | Alfio Cantarini        | Democrazia Cristiana                  | Sindaco | [ 6 ] |
| 24 aprile 1995   | 14 giugno 1999 | Alfio Cantarini        | Centro                                | Sindaco | [ 6 ] |
| 14 giugno 1999   | 14 giugno 2004 | Alfio Cantarini        | Lista civica                          | Sindaco | [ 6 ] |
| 14 giugno 2004   | 8 giugno 2009  | Nello De Angelis       | Lista civica                          | Sindaco | [ 6 ] |
| 8 giugno 2009    | 26 maggio 2014 | Nello De Angelis       | Lista civica                          | Sindaco | [ 6 ] |
| 26 maggio 2014   | 27 maggio 2019 | Maria Federica Paoloni | Lista civica Solidarietà per Magliano | Sindaco | [ 6 ] |
| 27 maggio 2019   | 10 giugno 2024 | Pietro Cesetti         | Lista civica                          | Sindaco | [ 6 ] |
| 10 giugno 2024   | in carica      | Pietro Cesetti         | Lista civica Insieme per Magliano     | Sindaco | [ 6 ] |

## Sport

### Calcio
La squadra di calcio locale gioca in Terza categoria ed è l'ASD Magliano calcio 2013.
La squadra locale di calcio a 5 fondata nel 2019 è l’ASD Futsal Magliano.